# Сюникская епархия
Сюникская епархия Армянской Апостольской церкви (арм. Սյունյաց թեմ) — действующая епархия Армянской Апостольской церкви Эчмиадзинского католикосата, в юрисдикцию которой входит Сюникская область Армении. Центром является церковь Святого Григория Просветителя в Горисе. Предводитель епархии — архимандрит Макар Акопян.

## История
Сюникская епархия — один из самых древних и влиятельных центров Армянской апостольской церкви. Письменные сведения о ней зафиксированы во многих летописях, но наиболее подробно — в «Истории» армянского ученого, поэта, общественного деятеля XIII века — епископа Степаноса Орбеляна (1245—1305), который сам являлся митрополитом Сюникским. 
Основателем престола в Сюнике в IV веке стал сам Григорий Просветитель. Позже Сюникская кафедра относилась к четырём могущественным епархиям, согласие которых было обязательным для утверждения избранного католикоса всех армян. Изначально резиденция епископа располагалась в посёлке Шахат, в дальнейшем резиденцией Сюникского митрополита стал Татевский монастырь.
Митрополия, предположительно, утвердилась в X веке, в связи с усилением Сюника и его стремлением к провозглашению самостоятельного царства. С X века епархия была духовным центром армянской провинции (царства) Сюник, которая на востоке граничила с другой провинцией — Арцахом, находясь с ней в тесной историко-культурной взаимосвязи.

## Охват
В XIX веке указом Николая I Сюникскую епархию расформировали, а её территория вошла в состав Араратской епархии. Реформой католикоса Вазгена I в 1988 году Сюникская епархия была выведена из состава Араратской, и в Сюнике была сформирована новая кафедра. В 1996 епархия была переформирована уже католикосом Гарегином I и охватывала области Армении Сюник и Вайоц-Дзор. После очередного преобразования 10 декабря 2010 года из Сюникской епархии была выделена Вайоцдзорская епархия. 
Кафедра Сюникской епархии расположена в Горисе, в храме Св. Григора Просветителя. 